# Tour della nazionale maschile di rugby a 15 dell'Inghilterra 1993
Nel periodo intercorso tra la Coppa del Mondo di rugby 1991 e l'edizione successiva le spedizione oltremare della nazionale inglese di rugby union si intensificarono.
Nel 1993, l'Inghilterra invia una nazionale (senza riconoscimento ufficiale) in Canada per provare nuovi giocatori. Infatti i migliori giocatori (ben 16) erano impegnati con i British and Irish Lions in tour in Nuova Zelanda. Di fatto dunque si trattava della nazionale "A".
I due incontri con il Canada finiscono con una sconfitta (12-15) e una vittoria (19-14). Il tour doveva essere l'occasione di provare nuovi giocatori in vista della Coppa del Mondo di rugby 1995, ma di fatto pochi dei giocatori provati diventarono presto stelle della nazionale maggiore: per qualcuno come Matt Dawson, il cui tour durerà solo 10 minuti a causa di un infortunio, Martin Johnson, chiamato proprio ala fine del tour come rimpiazzo per i Lions in Nuova Zelanda, e Neil Back ci vorrà ancora qualche anno.
| Arbitro: | K Morrison |

|             |      |                          |
| McKenzie    | mt   | Hopley, Bracken, Adebayo |
| Gareth Rees | tr   | Pears                    |
| Tynan       | c.p. | Pears 2                  |
|             | drop | Challinor                |

| Arbitro: | C. Marsden |

|           |      |                           |
| MacKinnon | mt   | Hackney, Rennell, Adebayo |
|           | tr   | Grayson                   |
| Ross      | c.p. | Grayson 3                 |

Dopo il successo contro una selezione scozzese nel 1991, il Canada guidato da Gareth Rees, insolitamente schierato nel ruolo di "primo centro", supera l'Inghilterra. Decisivo un fallo assegnato a Neil Back.
| Arbitro: | Alexander R. MacNeill |

| |            | |
| Rees 4 | c.p.       | Pears 4 |
| Graf | drop       | |
| 15.Scott Stewart, 14.Julian Loveday, 13.Steve Gray, 12.Gareth Rees, 11.Dave Lougheed, 10.John Graf, 9.Chris Tynan, 8.Colin McKenzie, 7.Glen Ennis, 6.Bruce Breen, 5.Jeff Knauer, 4.Alan Charron, 3.Dan Jackart, 2.Karl Svoboda (c), 1.Eddie Evans | Formazioni | 15.Pears, 14.Buzza (3' Beai), 13.Potter, 12.Hopley, 11.Oli, 10.Challinor, 9.Bracken 8.Ojomoh 7.Back, 6.Hall, 5.Blackmore, 4.Marin Johnson, 3.Ubogu 2.Oliver (cap.), 1.Rowntree |

| Arbitro: | I.Hyde-Lay |

|              |      |                                     |
| Smith        | mt   | Potter (2), Greenwood Beai, Douglas |
| G. Pettigrew | tr   | Grayson 3                           |
|              | c.p. | Grayson 3                           |

Sedici punti di Paul Challinor, permettono agli inglesi di pareggiare la serie.
| Arbitro: | Alexander R. MacNeill |

| |            | |
| MacKinnon | mt         | Challinor (2 |
| Rees (3) | c.p.       | Challinor (2), Pears |
| 15.Scott Stewart, 14.Julian Loveday, 13.Steve Gray, 12.Gareth Rees, 11.Dave Lougheed, 10.John Graf, 9.Chris Tynan, 8.Glen Ennis, 7.Gord MacKinnon, 6.Alan Charron, 5.Norm Hadley (c), 4.Jeff Knauer, 3.Dan Jackart, 2.Karl Svoboda, 1.Eddie Evans | Formazioni | 15.Pears (27’ Beai), 14.Adebayo, 13.Potter, 12.Hopley, 11.Oti, 10.Challinor (58’ Fletcher), 9.Bracken, 7.Ojomoh, 8.Back, 6.Hall, 5.Blackmore, 4.Johnson, 3.Ubogu, 2.Olver (cap.), 1.Rowntree |